# اتفاقية إنشاء المنظمة العالمية للملكية الفكرية
اتفاقية إنشاء المنظمة العالمية للملكية الفكرية هي معاهدة متعددة الأطراف أنشئتها المنظمة العالمية للملكية الفكرية.
تم التوقيع على الاتفاقية في ستوكهولم بالسويد في 14 يوليو 1967 ودخلت حيز التنفيذ في 26 أبريل 1970. اعتبارا من أكتوبر 2014 فإنه يوجد 188 عضو. الاتفاقية مكتوبة باللغات الإنجليزية والفرنسية والروسية والإسبانية وجميع النصوص متساوية الحجية. تم تعديل الاتفاقية في 28 سبتمبر 1979.
اعتبارا من أكتوبر 2014 فإن الدول الأعضاء هم 186 دولة عضوة في الأمم المتحدة بالإضافة إلى الكرسي الرسولي ونييوي. الدول الأعضاء في الأمم المتحدة السبع التي لم تصادق على الاتفاقية هي:
- تيمور الشرقية
- جزر مارشال
- ميكرونيسيا
- ناورو
- بالاو
- جزر سليمان
- جنوب السودان